# Алькорта, Амансио
Амансио Алькорта (исп. Amancio Alcorta; 27 марта 1842, Буэнос-Айрес, Аргентина — 5 мая 1902, там же) — аргентинский государственный деятель и ученый-юрист, министр иностранных дел Аргентины (1890, 1895—1899 и 1900—1902).

## Биография
Окончил юридический факультет Университета Буэнос-Айреса, в 1867 г. получил его докторскую степень. Вскоре был избран в Палату депутатов от Национальной партии автономистов в качестве близкого союзника нового губернатора провинции Буэнос-Айрес Адольфо Альсины. Позже он был назначен прокурором и судьей, а также членом совета директоров Западной железной дороги Буэнос-Айреса. В кабинете губернатора Альсины занимал посты министра государственной политики, экономики и президента Банка провинции Буэнос-Айрес. В 1872 г. был назначен директором Национального колледжа Буэнос-Айреса (самой известной средней школы страны) и в 1873 г. представил свое предложение о реформе национального торгового кодекса, в котором основное внимание уделяется морскому праву.
Продолжая преподавать право на кафедре факультета права и социальных наук (также занимал пост декана) в Университете Буэнос-Айреса, в 1878 г. он подготовил свой «Трактат о международном праве», текст которого сильно повлиял на его преподавательскую деятельность в этой области. Его исследования по использованию скрипов как формы опережающей выдачи сертификата на акции в 1880 году касались периодического использования аргентинской провинцией местной валюты. В 1880-х гг. он также подготовил ряд предложений в сферах конституционного права и прав собственности. Его преподавательская деятельность продолжалась в течение 28 лет.
В 1880 г. он покинул Конгресс, хотя продолжал активно поддерживать своих политических преемников из Национальной партии автономистов. Поддержанный большинством землевладельцев Аргентины, лидер этой партии Хулио Рока был избран в том же году президентом Аргентины, а его преемник Хуарес Сельман во время институционального кризиса 1890 г. назначил политика на непродолжительное время на пост министра иностранных дел Аргентины.
Его повторное назначение в январе 1895 г. на пост главы МИД совпало с трудными переговорами с правительством Чили в отношении границы между Андами, разделяющей обе страны. На этом посту он уделял особое внимание разрешению двустороннего территориального спора вокруг Пуна-де-Атакамы, переговоры по которому привели к заключению договора 1898 г., благоприятного для Аргентины. В 1899 г. он ушел в отставку, однако в апреле 1900 г. возникший дипломатический кризис побудил президента Року вновь пригласить политика на пост главы внешнеполитического ведомства Аргентины. На этом посту он пробыл до конца жизни, скончавшись за три недели до подписания Майских пактов между Чили и Аргентиной (1902).
Его личная юридическая библиотека, состоящая из более чем 18 000 томов, была пожертвована Национальной библиотеке Аргентины.